# Ланнеплаа
Ланнеплаа́ (фр. Lanneplaà) — коммуна во Франции, находится в регионе Аквитания. Департамент — Атлантические Пиренеи. Входит в состав кантона Ортез и Тер-де-Гав и дю Сель. Округ коммуны — По.
Код INSEE коммуны — 64312.

## География

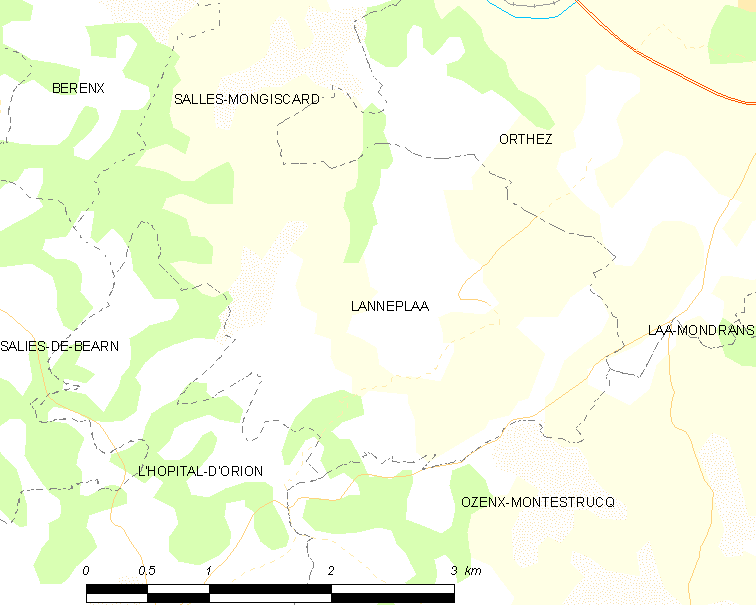
Карта коммуны

Коммуна расположена приблизительно в 650 км к югу от Парижа, в 155 км южнее Бордо, в 45 км к северо-западу от По.

### Климат
Климат тёплый океанический. Зима мягкая, средняя температура января — от +5°С до +13°С, температуры ниже −10 °C бывают редко. Снег выпадает около 15 дней в году с ноября по апрель. Максимальная температура летом порядка 20-30 °C, выше 35 °C бывает очень редко. Количество осадков высокое, порядка 1100 мм в год. Характерна безветренная погода, сильные ветры очень редки.

## Население
Население коммуны на 2010 год составляло 321 человек.
| 1962 | 1968 | 1975 | 1982 | 1990 | 1999 | 2010 |
| ---- | ---- | ---- | ---- | ---- | ---- | ---- |
| 220  | 206  | 200  | 215  | 241  | 247  | 321  |

## Администрация
| Период | Период | Фамилия      | Партия       | Примечания |
| ------ | ------ | ------------ | ------------ | ---------- |
| 1977   | 2008   | Жак Лоле     | беспартийный | фермер     |
| 2008   | 2020   | Алин Ланглес | беспартийная | фермер     |

## Экономика
В 2010 году среди 208 человек трудоспособного возраста (15-64 лет) 167 были экономически активными, 41 — неактивными (показатель активности — 80,3 %, в 1999 году было 75,6 %). Из 167 активных жителей работали 163 человека (90 мужчин и 73 женщины), безработных было 4 (3 мужчин и 1 женщина). Среди 41 неактивной 11 человек были учениками или студентами, 18 — пенсионерами, 12 были неактивными по другим причинам.

## Достопримечательности
- Церковь Св. Иакова (1865 год)[9]

## Фотогалерея

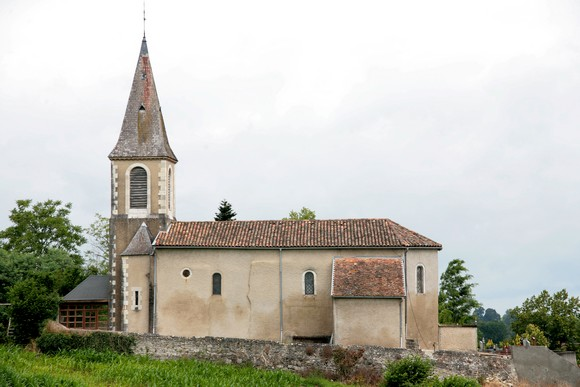
Церковь Св. Иакова
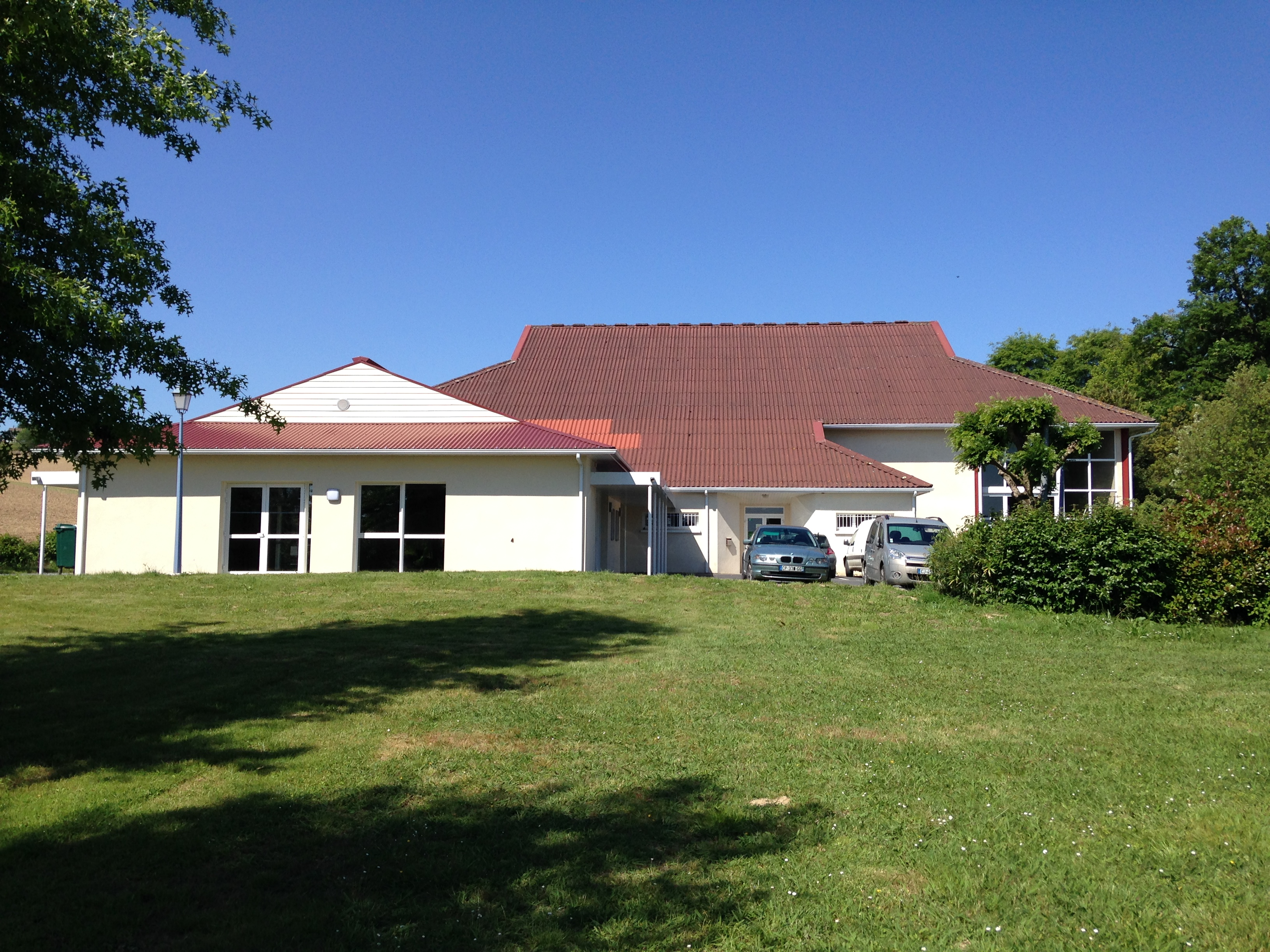
Зал
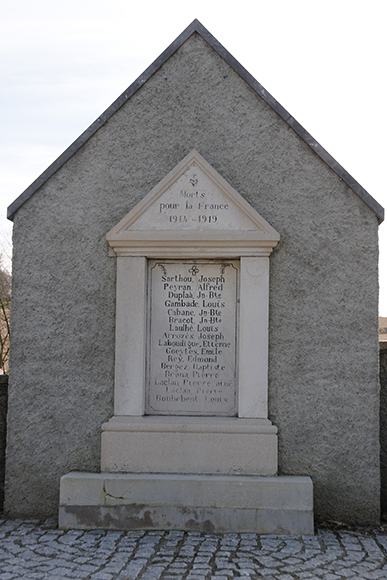
Военный мемориал